# カポネ (映画)
『カポネ』（Capone）は2020年に配信されたアメリカ合衆国の伝記映画。監督はジョシュ・トランク、出演はトム・ハーディとリンダ・カーデリーニなど。かつて「暗黒街の顔役」として権勢を振るった伝説的ギャング、アル・カポネの末路を描いている。

## ストーリー
1946年、フロリダ州パーム・アイランド。1920年代のシカゴで絶大な影響力を誇ったマフィアのドン、アル・カポネは刑期を終えて同地でひっそりと暮らしていた。アルは梅毒のために思考力や判断力をすっかり失っていたが、FBIはそれを演技だと思い込み、一家を監視し続けていた。アルは幻覚やフラッシュバックにも悩まされており、彼の精神状態は悪化の一途を辿っていた。

## キャスト
※括弧内は日本語吹替
- フォンス / アル・カポネ - トム・ハーディ（堀内賢雄）
- メエ・カポネ - リンダ・カーデリーニ（藤貴子）
- ジョニー - マット・ディロン（三上哲）
- ラルフ・カポネ - アル・サピエンザ
- ロージー - キャサリン・ナルドゥッチ
- ジュニア - ノエル・フィッシャー（吉野貴大）
- ジーノ - ジーノ・カファレリ
- トニー - メイソン・グッチョーネ
- クロフォード - ジャック・ロウデン（田島章寛）
- ドクター・カーロック - カイル・マクラクラン（露崎亘）
- モナ・リザ - ティルダ・デル・トロ
- ハリス捜査官 - ジョシュ・トランク
- ハロルド・マッティングリー - ニール・ブレナン

## 製作
2016年10月29日、アル・カポネの伝記映画『Fonzo』にトム・ハーディが起用され、ジョシュ・トランクが監督を務めることになったと報じられた。2018年3月、リンダ・カーデリーニ、マット・ディロン、カイル・マクラクラン、キャサリン・ナルドゥッチ、ジャック・ロウデンがキャスト入りした。4月18日、EL-Pが本作で使用される楽曲を手掛けることになったとの報道があった。

### 撮影
本作は2017年の夏に撮影が始まる予定だったが、実際に撮影が始まったのはそれから半年以上が経過した後のことであった。本作の主要撮影は2018年3月にルイジアナ州ニューオーリンズで始まり、同年5月に終了した。

## マーケティング
2018年3月26日、本作の劇中写真が初めて公開された。本作は劇場公開される予定だったが、2020年3月中旬よりアメリカで新型コロナウイルスの感染が拡大したため、映画館のほとんどが休業に追い込まれた。このような事態を受けて、4月15日、配給元のヴァーティカル・エンターテインメントは本作の劇場公開を断念し、デジタル配信を行うと発表した。その際、本作のタイトルは『Fonzo』から『Capone』に変更された。16日、本作のオフィシャル・トレイラーが公開された。

## 評価
本作に対する批評家の評価は伸び悩んでいる。映画批評集積サイトのRotten Tomatoesには64件のレビューがあり、批評家支持率は38%、平均点は10点満点で5.04点となっている。サイト側による批評家の見解の要約は「難役を演じるに当たって、トム・ハーディは持てる力の全てを出し切っている。しかし、『カポネ』のストーリーはあまりにお粗末で、ハーディの名演を活かせていない。」となっている。また、Metacriticには24件のレビューがあり、加重平均値は47/100となっている。